# دم‌چنگالی سوندا
دم‌چنگالی سوندا (نام علمی: Enicurus velatus) نام یک گونه از سرده دم‌چنگالی است.